# Jean Sylvain
Jean Sylvain, nom d'artiste de Sylvain Schenkel, est un acteur français, né le 21 octobre 1906 à Paris 4e et mort le 5 juin 1970 à Neuilly-sur-Seine (Hauts-de-Seine).

## Filmographie
Attention : dans sa filmographie son nom peut être confondu avec « Sylvain » autre pseudonyme de Sylvain Lévignac

### 1936-1939
- 1936 : Les Bas-fonds de Jean Renoir - Le greffier de la prison
- 1936 : Les Demi-vierges de Pierre Caron
- 1936 : La Loupiote de Jean Kemm et Jean-Louis Bouquet
- 1937 : Nuits de feu de Marcel L'Herbier - Un soldat
- 1937 : Un carnet de bal de Julien Duvivier - Un danseur
- 1937 : Bar du sud de Henri Fescourt
- 1938 : La Glu de  Jean Choux - Le vicomte Adolphe de Kernan
- 1938 : Le Cœur ébloui de Jean Vallée
- 1938 : Les Gaietés de l'exposition de Ernest Hajos
- 1938 : Une de la cavalerie de Maurice Cammage
- 1939 : La Charrette fantôme de Julien Duvivier - Un salutiste

### 1940-1949
- 1940 : Paradis perdu d'Abel Gance - un soldat
- 1940 : Battement de cœur de Henri Decoin - le témoin de Roland
- 1943 : Le Carrefour des enfants perdus de Léo Joannon
- 1946 : La Tentation de Barbizon de Jean Stelli - Bastien, le domestique de Mme Dominique Ancelin
- 1946 : La Femme en rouge de Louis Cuny
- 1946 : Panique de Julien Duvivier - Raphaël
- 1946 : Parade du rire de Roger Verdier
- 1946 : Le silence est d'or de René Clair - Un passant
- 1947 : Le Destin exécrable de Guillemette Babin de Guillaume Radot - L'idiot
- 1947 : Le Diamant de cent sous de Jacques Daniel-Norman
- 1947 : Émile l'Africain de Robert Vernay - Un machiniste
- 1947 : Un flic de Maurice de Canonge - Le serveur
- 1947 : Monsieur Badin de Georges Régnier - court métrage - Ovide, le garçon de bureau
- 1947 : La Vie en rose de Jean Faurez - Le garçon d'honneur
- 1948  : L'Idole d'Alexander Esway
- 1948  : Le Mannequin assassiné de Pierre de Hérain - le clerc de notaire
- 1948 : Par la fenêtre de Gilles Grangier - La "Pub du vin"
- 1948 : Femme sans passé de Gilles Grangier
- 1948 : Sombre dimanche de  Jacqueline Audry - Le chanteur
- 1949 : L'échafaud peut attendre d'Albert Valentin - Un témoin
- 1949 : Au grand balcon de Henri Decoin - Le photographe
- 1949 : La Belle que voilà de Jean-Paul Le Chanois - Un dîneur
- 1949 : Lady Paname de Henri Jeanson - Un ami
- 1949 : Ronde de nuit de François Campaux
- 1949 : La Ronde des heures d'Alexandre Ryder - Le journaliste

### 1950-1959
- 1950 : Véronique de Robert Vernay - Le sergent Mercier
- 1950 : Menace de mort ou Aventure à Pigalle de Raymond Leboursier
- 1950 : Et moi j'te dis qu'elle t'a fait d'l'œil de Maurice Gleize - Le secrétaire
- 1950 : Justice est faite d'André Cayatte
- 1950 : Les Maîtres nageurs de Henry Lepage - Le contrôleur des impôts
- 1950 : Meurtres ? de Richard Pottier - Un maître d'hôtel
- 1950 : Minne, l'ingénue libertine de Jacqueline Audry - Le limier
- 1950 : La Rue sans loi de Marcel Gibaud - Le professeur
- 1950 : Sans laisser d'adresse de Jean-Paul Le Chanois - Le client qui dispute sa place
- 1950 : Ce bon Monsieur Durand de Charles-Félix Tavano - moyen métrage -
- 1950 : Piédalu voyage de Jean Loubignac - moyen métrage - Le chef de gare
- 1950 : La vie est un jeu de Raymond Leboursier
- 1951 : Knock de Guy Lefranc - Le chauffeur
- 1951 : Sous le ciel de Paris de Julien Duvivier
- 1951 : Minuit quai de Bercy de Christian Stengel - Un automobiliste
- 1951 : Le Costaud des Batignolles de Guy Lacourt - Un commis de chez "Heim"
- 1951 : Agence matrimoniale de Jean-Paul Le Chanois - Le client de Paul Lambert
- 1951 : Dupont Barbès de Henry Lepage
- 1951 : La Maison Bonnadieu de Carlo Rim - Le commandant
- 1951 : Monsieur Octave ou L'escargot de Maurice Téboul
- 1951 : Une histoire d'amour de Guy Lefranc - Un père au buffet
- 1951 : Elle et moi de Guy Lefranc - Le maire
- 1952 : La Maison dans la dune de Georges Lampin
- 1952 : Les Belles de nuit de René Clair - Un musicien
- 1952 : L'Île aux femmes nues de Henri Lepage - Le commissaire
- 1952 : Nous sommes tous des assassins de André Cayatte
- 1952 : Rires de Paris de Henri Lepage
- 1953 : Week-end à Paris (Innocents in Paris) de Gordon Parry - Le marchand de vin
- 1953 : Capitaine Pantoufle de Guy Lefranc - Le vendeur de capes
- 1953 : Les hommes ne pensent qu'à ça d'Yves Robert - Le voisin qui marie sa fille
- 1953 : Leur dernière nuit de Georges Lacombe - Le garçon d'hôtel
- 1953 : Le Rouge et le Noir de Claude Autant-Lara - Un valet
- 1954 : Escalier de service de Carlo Rim
- 1954 : Les Impures de Pierre Chevalier - Le garçon
- 1954 : Leguignon guérisseur de Maurice Labro - L'huissier
- 1954 : Marchandes d'illusions de Raoul André
- 1954 : Papa, maman, la bonne et moi de Jean-Paul Le Chanois - Le livreur
- 1954 : Sur le Banc de Robert Vernay - Le vendeur d'essence
- 1955 : La Castiglione de Georges Combret - Un inspecteur
- 1955 : Cette sacrée gamine ou Mademoiselle Pigalle de Michel Boisrond - Le prestidigitateur
- 1955 : Chantage de Guy Lefranc
- 1955 : Les Duraton d'André Berthomieu - Le garçon de café
- 1955 : L'Impossible Monsieur Pipelet d'André Hunebelle - Le domestique
- 1955 : Je suis un sentimental de John Berry - Le valet
- 1955 : Milord l'Arsouille d'André Haguet
- 1955 : Papa, maman, ma femme et moi de Jean-Paul Le Chanois - Le facteur
- 1955 : Rencontre à Paris de Georges Lampin - Un touriste
- 1955 : Sophie et le Crime de Pierre Gaspard-Huit - Le greffier
- 1955 : Assassins et Voleurs de Sacha Guitry - Le garçon d'étage
- 1956 : Marie-Antoinette reine de France de Jean Delannoy - Un laquais
- 1956 : Les Lumières du soir de Robert Vernay
- 1956 : Porte des Lilas de René Clair - Un agent
- 1956 : La Vie secrète d'un parapluie - court métrage -
- 1956 : La Famille Anodin (série télévisée)
- 1957 : Le Temps des œufs durs de Norbert Carbonnaux - Le peintre en bâtiment
- 1957 : Ariane (Love in the Afternoon) de Billy Wilder
- 1958 : Les Motards de Jean Laviron
- 1958 : Sérénade au Texas de Richard Pottier - Le garçon

### 1960-1969
- 1960 : Les Héritiers de Jean Laviron
- 1960 : L'Amant de cinq jours de Philippe de Broca - Le maître
- 1960 : La Princesse de Clèves de Jean Delannoy
- 1960 : Les Tortillards de Jean Bastia - Le concierge
- 1960 : La Belle Américaine de Robert Dhéry et Pierre Tchernia - Un huissier à la réception
- 1961 : Tout l'or du monde de René Clair - Le garçon du coffre
- 1961 : Un cheval pour deux de Jean-Marc Thibault
- 1961 : Le Couteau dans la plaie d'Anatole Litvak
- 1961 : Une blonde comme ça de Jean Jabely
- 1962 : Arsène Lupin contre Arsène Lupin d'Édouard Molinaro - Le domestique de Maître Puisette
- 1963 : L'Honorable Stanislas, agent secret de Jean-Charles Dudrumet : le passant qui ne donne jamais l'heure
- 1963 : La Porteuse de pain de Maurice Cloche
- 1963 : Jean-Marc ou la Vie conjugale d'André Cayatte
- 1963 : Françoise ou la Vie conjugale d'André Cayatte
- 1964 : La Chasse à l'homme d'Édouard Molinaro - Le garçon de café
- 1964 : Un monsieur de compagnie de Philippe de Broca - L'antiquaire
- 1964 : L'Abonné de la ligne U de Yannick Andreï
- 1965 : Pleins feux sur Stanislas de Jean-Charles Dudrumet - le vrai conservateur en chef
- 1966 : Le Roi de cœur de Philippe de Broca - Le "Suisse"
- 1967 : L'Homme qui valait des milliards de Michel Boisrond

### 1970
- 1970 : L'Ardoise de Claude Bernard-Aubert

## Théâtre
- 1954 : Les Quatre Vérités de Marcel Aymé, mise en scène André Barsacq, Théâtre de l'Atelier
- 1956 : La Belle Arabelle, Opérette, Livret de Marc-Cab et Francis Blanche, musique de Guy Lafarge et Pierre Philippe, mise en scène Yves Robert, Théâtre de la Porte-Saint-Martin[2].